# Елизавета Калишская
Елизавета Калишская (Эльжбета Калишская, Елизавета Великопольская) (пол. Elżbieta Kaliska, Elżbieta Bolesławówna; 1261/1263 — 28 сентября 1304) — польская княжна из Великопольской линии династии Пястов, княгиня Вроцлавская и Легницкая, жена князя Вроцлава и Легницы Генриха V Брюхатого (1245/1250 — 22 февраля 1296).

## Биография
Елизавета была старшей дочерью Калишского князя Болеслава Набожного и Иоланты Елены, дочери короля Венгрии Белы IV.
О детстве и ранней юности Елизаветы ничего не известно. Между 1277 и 1278 годом (по другим данным — в 1273 году) она была выдана замуж за легницкого принца Генриха Брюхатого. Этот брак был следствием союза, заключенного ее отцом с отцом Генриха, князем Легницким Болеславом II Рогаткой, против князя Вроцлавского Генриха IV Пробуса.
Супруг Елизаветы стал князем Легницким после смерти отца в 1278 году. В 1290 году, после смерти Генриха Пробуса, в результате заговора местной знати, он завладел Вроцлавским княжеством, за которое до конца жизни боролся с наследником Генриха Пробуса, князем Генрихом III Глогувским.
22 февраля 1296 князь Генрих V умер. Легницкое и Вроцлавское княжества, вдовствующая княгиня и ее дети оказались под опекой брата Генриха, князя Болеслава Сурового, до его смерти в 1301 году, потом епископа вроцлавского Генриха Вержбны в 1301-1302 годах, а затем короля Чехии Вацлава II.
В этот последний период Елизавета вместе со старшим сыном Болеславом III переехала в Прагу. Там в 1303 году был заключен брак Болеслава с младшей дочерью Вацлава II, семилетней Маркетой. Взамен молодой Вроцлавский князь с согласия матери отказался в пользу короля Чехии от прав на земли, унаследованные им, но захваченные Генрихом Глогувским.
Особой заботой княгини пользовались доминиканки и клариссинки (во Вроцлавском монастыре Святой Клары приняли постриг три дочери Елизаветы).
Елизавета умерла 28 сентября 1304 года, вскоре после возвращения из Чехии во Вроцлав. Она была похоронена рядом с мужем во Вроцлавском монастыре Святой Клары, которому она много жертвовала при жизни.

## Семья и дети
Между  1277 и 1278 годами (по другим данным в 1273 году) Елизавета вышла замуж за Вроцлавского и Легницкого князя Генриха V Брюхатого. У них было восемь детей:
- Ядвига (1277/1282 — 1343/1347), жена Оттона, второго сына Оттона V, маркграфа Бранденбурга.
- Евфимия (1278/1283 — 1347), жена Оттона II (III), графа Горицкого и Тирольского, герцога Каринтийского
- Анна (1284—1343), аббатиса монастыря Святого Клары во Вроцлаве
- Эльжбета (1280/1290 — 1357/1358), аббатиса монастыря Святого Клары во Вроцлаве
- Елена (1285/1293 — после 1299), монахиня монастыря Святой Клары в Гнезно
- Болеслав III Расточитель (1291—1352), князь Вроцлавский и Легницкий (1296-1311), князь Бжегский (1311-1352); муж 1) с 1308/1310 года Маркеты, дочери Вацлава II, короля Чехии и Польши 2) с 1326 года Катарины, дочери Младена III Шубича, бана Боснии
- Генрих VI Добрый (1294—1335), князь Вроцлавский (1296-1335) и Легницкий (1296-1311, 1312-1342); муж Анны, дочери короля Германии Альбрехта I
- Владислав (1296 — после 1352), князь Легницкий (1311-1312)